# Luftfahrtgesellschaft Walter
Luftfahrtgesellschaft Walter é uma companhia aérea sediada em Dortmund, na Alemanha. A empresa tem vinte aeronaves.